# 中村喬
中村 喬（なかむら たかし、1936年 - ）は、日本の中国文化史学者、立命館大学名誉教授。
中国学・古典中国文学研究を開拓した青木正児の四男（末子）として仙台市に生まれる。幼少期に中村家へ養子に入る。立命館大大学院東洋文学思想専攻博士課程中退。1994年「中国歳時史の研究」で立命館大文学博士。立命館大文学部助教授、教授、2007年定年退任、名誉教授。

## 著書
- 中国の年中行事　平凡社選書, 1988.1
- 続 中国の年中行事　平凡社選書, 1990.3
- 中国歳時史の研究　朋友書店 朋友学術叢書, 1993.8
- 宋代の料理と食品　中國藝文研究會, 2000.4
- 明代の料理と食品 『宋氏養生部』の研究　中國藝文研究會, 2004.9

### 共著
- 唐才子伝之研究 布目潮渢共著 アジア史研究会, 1972

## 翻訳
- 『中国の茶書』布目潮渢共訳 平凡社東洋文庫, 1976 - 下記を担当

北宋・蔡襄『茶録』、北宋・徽宗『大観茶論』、北宋・熊蕃『宣和北苑貢茶録』、北宋・趙汝礪『北苑別録』、明・銭椿年『製茶新譜』、明・田芸衡『煮泉小品』、明・許次紓『茶疏』
- 『清嘉録 蘇州年中行事記』平凡社東洋文庫, 1988.9

清・顧禄『清嘉録』
- 『中国の酒書』平凡社東洋文庫, 1991.1

北宋・朱肱『北山酒経』、北宋・竇苹『酒譜』
- 『中国の食譜』平凡社東洋文庫, 1995.11

北宋・呉氏『中饋録』、南宋・林洪『山家清供』、元・撰者不詳『居家必要事類全書』
- 『譯注『食憲鴻祕』―明代の食譜』朱彝尊、中國藝文研究會, 2021